# 訃報 2014年6月
訃報 2014年6月（ふほう 2014ねん6がつ）では、2014年6月に物故した、又は物故が報じられた人物についてまとめる。

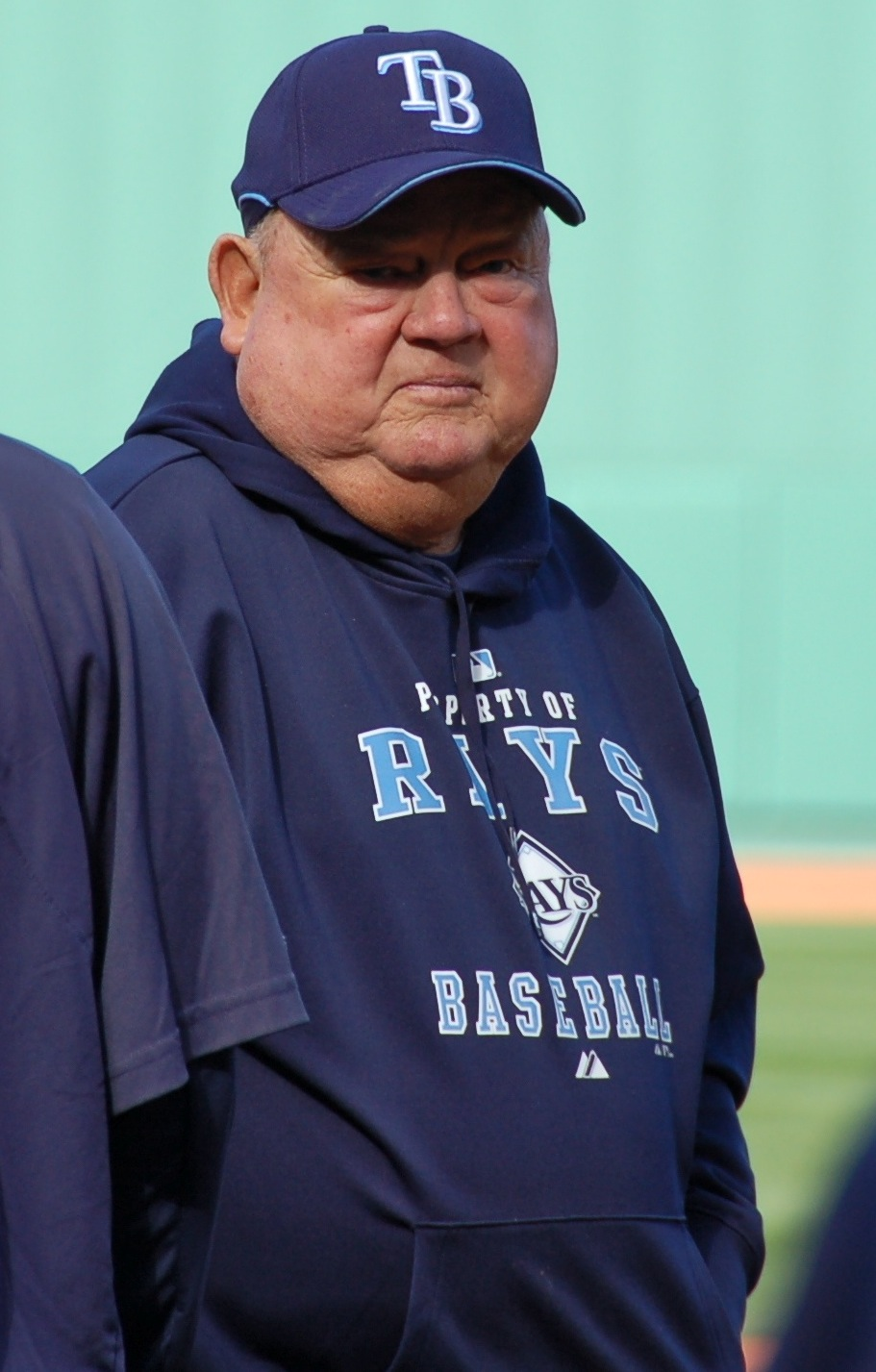
ドン・ジマー／6月4日没

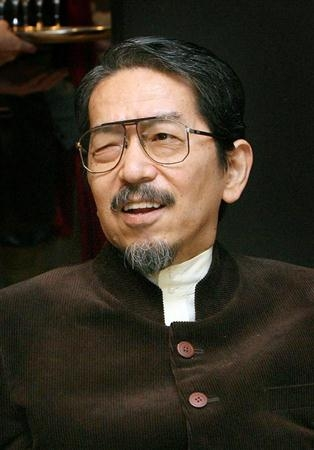
桂宮宜仁親王／6月8日没

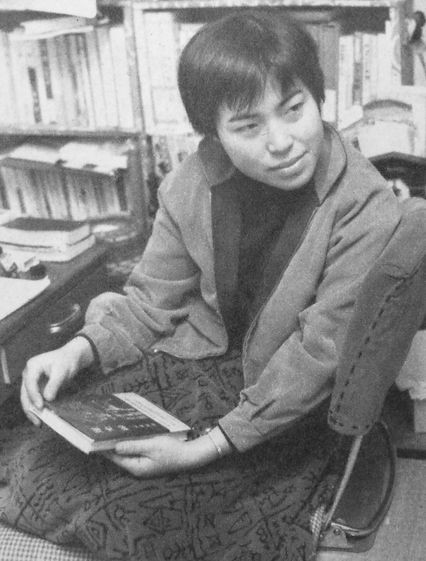
岩橋邦枝／6月11日没

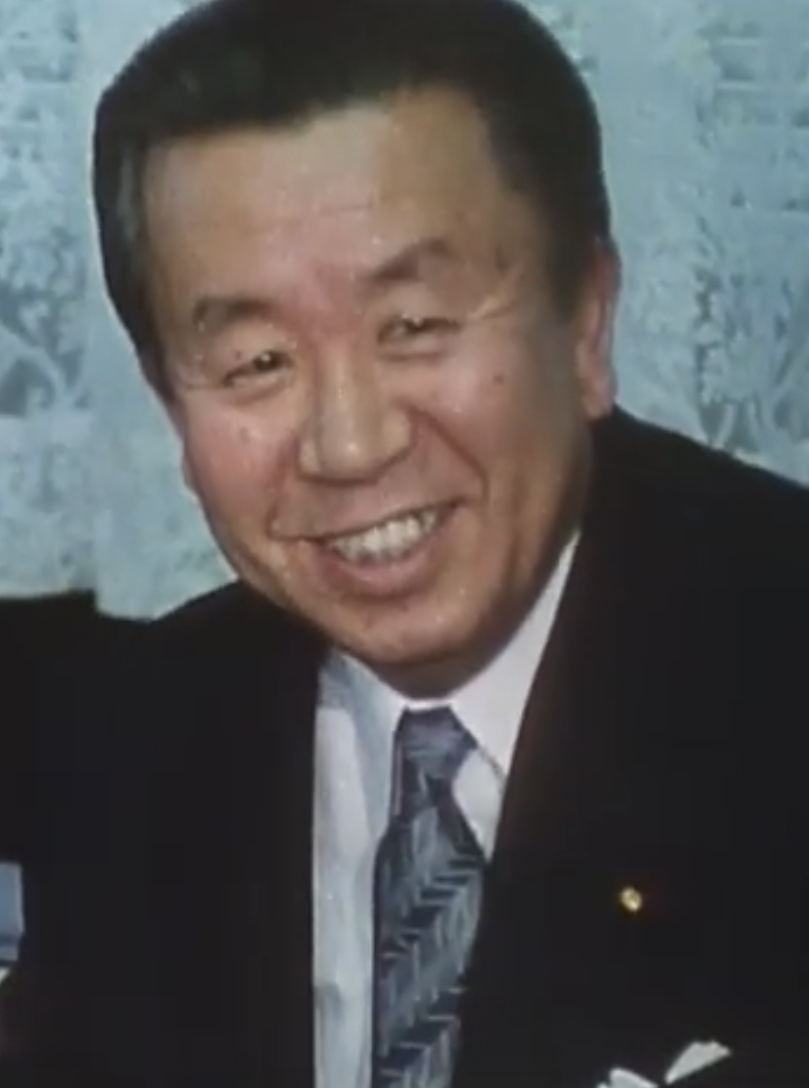
石川要三／6月21日没

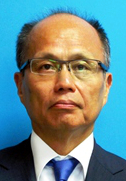
小松一郎／6月23日没

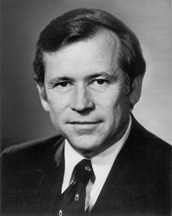
ハワード・H・ベーカー・ジュニア／6月26日没

## (1日 - 15日)
- 6月1日 - ユリ・コウチヤマ、アメリカ合衆国の公民権運動家、マルコム・X支援者（* 1921年）[1]
- 6月1日 - 伊藤千秋、日本の英米文学者、北海道教育大学名誉教授（* 1922年）[2]
- 6月1日 - 那珂太郎、日本の詩人（* 1922年）[3]
- 6月1日 - アン・デイビス、アメリカ合衆国の女優（* 1926年）[4]
- 6月1日 - マリーニョ・シャガス、ブラジルのサッカー選手（* 1952年）[5]
- 6月1日 - 外山ひとみ、日本の写真家、作家（* 1959年）[6]
- 6月2日 - 日下宗一郎、日本の実業家、元髙島屋取締役（* 1915年）[7]
- 6月2日 - 小島幸康、日本の政治家、元神奈川県議会議長（* 1925年）[8]
- 6月2日 - アレクサンダー・シュルギン、アメリカの薬理学者、化学者（* 1925年）[9]
- 6月2日 - 立間祥介、日本の中国文学者、慶應義塾大学名誉教授（* 1928年）[10]
- 6月2日 - 柴田益男、日本の実業家、元資源エネルギー庁長官、元関西電力副社長（* 1929年）[11]
- 6月2日 - 眞鍋晃、日本の政治家、元徳島県三好町長（* 1932年?）[12]
- 6月2日 - 西田吾郎、日本の数学者、元京都大学副学長（* 1943年）[13]
- 6月3日 - 丸谷金保、日本の政治家、元日本社会党参議院議員、元北海道池田町長（* 1919年）[14]
- 6月3日 - 日守むめ、日本の俳人（* 1927年）[15]
- 6月3日 - 植田いつ子、日本の服飾デザイナー（* 1928年）[16]
- 6月3日 - 松山円志郎、日本の実業家、元日東製粉社長（* 1931年）[17]
- 6月3日 - 葛西新蔵、日本の元競輪選手（* 1950年?）[18]
- 6月4日 - 藤永太一郎、日本の化学者、京都大学名誉教授、元奈良教育大学学長（* 1919年）[19]
- 6月4日 - 江口季好、日本の詩人、国語教育研究者（* 1925年）[20]
- 6月4日 - ドン・ジマー、アメリカ合衆国のプロ野球選手・監督（* 1931年）[21]
- 6月4日 - 平田耿二、日本の日本史学者、上智大学名誉教授（* 1936年）[22]
- 6月4日 - 林隆三、日本の俳優（* 1943年）[23]
- 6月4日 - 益本康男、日本の実業家、クボタ会長兼社長（* 1947年）[24]
- 6月4日 - 榊原謙、日本の外科学者、筑波大学教授（* 1954年）[25]
- 6月5日 - 木川道彦、日本の実業家、元松竹専務（* 1919年）[26]
- 6月5日 - 竹内三賀男、日本の実業家、元旭食品社長（* 1923年）[27]
- 6月5日 - 松原秀一、日本のフランス文学者、慶應義塾大学名誉教授（* 1930年）[28]
- 6月6日 - 西尾九一、日本の政治家、元岐阜県山岡町長（* 1922年?）[29]
- 6月6日 - 武智文男、日本の実業家、元台糖社長（* 1927年）[30]
- 6月6日 - エリック・ヒル、イギリスの絵本作家（* 1927年）[31]
- 6月6日 - 三瓶明雄、日本の農業従事者（* 1929年）[32]
- 6月6日 - 山根昊一郎、日本の政治家、元島根県三刀屋町長（* 1939年?）[33]
- 6月7日 - 牟田勝輔、日本の政治家、元佐賀県武雄市長（* 1922年）[34]
- 6月7日 - 伊藤友八郎（真藤建志郎）、日本の実業家、著作家、元昭文社専務取締役、元講談社経営総合研究所副代表（* 1934年）[35]
- 6月7日 - フェルナンドン、ブラジルのサッカー選手（* 1978年）[36]
- 6月8日 - アレクサンダー・イミック、アメリカ合衆国の世界最高齢男性であった人物（* 1903年）[37]
- 6月8日 - 古田足日、日本の児童文学作家、評論家（* 1927年）[38]
- 6月8日 - 大歳克衛、日本の洋画家、広島市立大学名誉教授、尾道市立大学名誉教授（* 1929年）[39]
- 6月8日 - 森田哲弥、日本の会計学者、一橋大学名誉教授（* 1930年）[40]
- 6月8日 - 伊藤公、日本のスポーツジャーナリスト、オリンピック評論家（* 1935年）[41]
- 6月8日 - 桂宮宜仁親王、日本の皇族（* 1948年）[42]
- 6月8日 - 河内喜一朗、日本の俳優、劇団スタジオライフ主宰（* 1949年）[43]
- 6月9日 - 白石剛達、日本の実業家、元テレビ東京専務（* 1928年）[44]
- 6月9日 - 天雲保夫、日本の政治家、元高松市議会議長（* 1928年?）[45]
- 6月9日 - リック・メイヨール、イギリスのコメディアン（* 1957年）[46]
- 6月9日 - ボブ・ウェルチ、アメリカ合衆国のMLB選手（* 1957年）[47]
- 6月9日 - 金藤晃裕、日本の野球指導者、元大阪体育大学浪商高等学校野球部監督（* 1958年）[48]
- 6月10日 - 北出不二雄、日本の九谷焼陶芸家、元金沢美術工芸大学学長（* 1919年）[49]
- 6月10日 - 宇都宮春綱、日本の政治家、元福岡県二丈町長（* 1920年?）[50]
- 6月10日 - 近藤宗平、日本の遺伝学者、大阪大学名誉教授（* 1922年）[51]
- 6月10日 - 山中善和、日本のアナウンサー（中国放送）、政治家、元尾道市議会副議長（* 1931年）[52]
- 6月10日 - 柏木成章、日本の言語学者、大東文化大学教授（* 1950年）[53]
- 6月11日 - ルビー・ディー、アメリカ合衆国の女優（* 1924年）[54]
- 6月11日 - 森田富士郎、日本の映画撮影技師、特撮監督（* 1927年）[55]
- 6月11日 - ラファエル・フリューベック・デ・ブルゴス、スペインの指揮者（* 1933年）[56]
- 6月11日 - 岩橋邦枝、日本の小説家（* 1934年）[57]
- 6月11日 - 中川博之、日本の作曲家（* 1937年） [58]
- 6月11日 - 倉田紘文、日本の俳人（* 1940年）[59]
- 6月11日 - 久玉清人、日本の実業家、元コスモ石油取締役（* 1946年?）[60]
- 6月11日 - 出森義人、日本の実業家、ヤマエ久野会長（* 1947年）[61]
- 6月12日 - ジミー・スコット、アメリカ合衆国のジャズ歌手（* 1925年）[62]
- 6月12日 - 池多孝春、日本の編曲家（* 1930年）[63]
- 6月12日 - 市川宏、日本の中国文学者、法政大学名誉教授（* 1937年）[64]
- 6月12日 - 永谷脩、日本のスポーツライター（* 1946年）[65]
- 6月12日 - 大部一秋、日本の外交官、駐ウルグアイ大使（* 1952年）[66]
- 6月13日 - 山中裕、日本の歴史学者、日本史・日本古典研究者、田園調布学園大学名誉教授（* 1921年）[67]
- 6月13日 - 香川保一、日本の裁判官、弁護士（* 1921年）[68]
- 6月13日 - 坂本典隆、日本の撮影監督（* 1935年）[69]
- 6月13日 - グロシチ・ジュラ、ハンガリーのサッカー選手、サッカー指導者（* 1926年）[70]
- 6月13日 - 平野忠彦、日本のバリトン歌手、俳優、東京芸術大学名誉教授（* 1938年）[71]
- 6月14日 - 谷岡武雄、日本の地理学者、立命館大学名誉教授、学校法人立命館名誉役員、学校法人立命館元総長・立命館大学長（* 1916年）[72]
- 6月14日 - 小林啓二、日本の実業家、元大阪放送〈ラジオ大阪〉社長（* 1926年）[73]
- 6月14日 - 上楽行雄、日本の実業家、元日本油脂取締役（* 1927年）[74]
- 6月14日 - 井上正、日本の美術史家（* 1929年）[75]
- 6月14日 - 戸沢久夫、日本の政治家、元群馬県太田市長（* 1933年）[76]
- 6月15日 - 石井多加三、日本の実業家、元郵政事務次官、元KDD〈現KDDI〉会長（* 1921年）[77]
- 6月15日 - ダニエル・キイス、アメリカの作家（* 1927年）[78]
- 6月15日 - ケイシー・ケイサム、アメリカ合衆国のラジオDJ（* 1932年）[79]

## (16日 - 30日)
- 6月16日 - 梅田善彦、日本の政治家、元和歌山県副知事（* 1928年）[80]
- 6月16日 - 中野英伴、日本の写真家（* 1930年）[81]
- 6月16日 - 川島孟、日本の実業家、元日揮副社長（* 1932年?）[82]
- 6月16日 - 岩科健一、日本の実業家、北九州高速鉄道社長（* 1945年?）[83]
- 6月16日 - トニー・グウィン、アメリカ合衆国のメジャーリーグベースボールの選手（* 1960年）[84]
- 6月17日 - 丸山佳子、日本の俳人（* 1908年）[85]
- 6月17日 - 濱口浩三、日本の実業家、元TBS社長（* 1922年）[86]
- 6月17日 - スタンリー・マーシュ、アメリカ合衆国の芸術家（* 1937年）[87]
- 6月17日 - 山田恭暉、日本の運動家、前福島原発行動隊理事長（* 1939年?）[88]
- 6月18日 - ステファニー・クオレク、アメリカ合衆国の化学者（* 1923年）[89]
- 6月18日 - ホレス・シルヴァー、アメリカ合衆国のジャズピアニスト（* 1928年）[90]
- 6月18日 - 摩利按世、日本の声優、随筆家（* 1946年）[91]
- 6月19日 - 吉田三郎、日本の政治家、元東京都東久留米市長（* 1928年）[92]
- 6月19日 - 水口俊太郎、日本の政治家、元静岡県議会議長（* 1934年）[93]
- 6月19日 - 砂田一郎、日本の政治学者、元学習院大学法学部教授（* 1939年）[94]
- 6月19日 - ジェリー・ゴフィン、アメリカ合衆国の作詞家（* 1939年）[95]
- 6月19日 - 森川絹枝、日本の政治家、実業家、元神奈川県愛川町長（* 1951年）[96]
- 6月19日 - イブラヒム・トゥーレ、コートジボワールのサッカー選手（* 1985年）[97]
- 6月20日 - 横山あきお、日本の俳優、漫才師（* 1930年）[98]
- 6月20日 - 若森繁男、日本の実業家、前河出書房新社社長（* 1940年?）[99]
- 6月21日 - 市古宙三、日本の中国史学者、お茶の水女子大学名誉教授（* 1913年）[100]
- 6月21日 - 橋詰三行、日本の政治家、元長野県坂城町長（* 1918年?）[101]
- 6月21日 - 石川要三、日本の政治家、元防衛庁長官（第49代）（* 1925年）[102]
- 6月21日 - 藤井浩明、日本の映画プロデューサー（* 1927年）[103]
- 6月21日 - 高橋孤舟、日本の書家、毎日書道展審査会員（* 1929年）[104]
- 6月21日 - 深町幸男、日本のテレビドラマ演出家、舞台監督、映画監督（* 1930年）[105]
- 6月21日 - 石津司郎、日本の実業家、元三井不動産副社長（* 1931年）[106]
- 6月21日 - 鬼頭義高、日本の実業家、元竹田印刷副社長（* 1933年）[107]
- 6月21日 - 高橋叡子、日本の生活文化評論家、大阪国際文化協会理事長（* 1941年）[108]
- 6月21日 - 東江一紀、日本の翻訳家（* 1951年）[109]
- 6月21日 - 荻島正己、日本のフリーアナウンサー、元静岡放送アナウンサー（* 1952年）[110]
- 6月21日 - ジェリー・コンロン、アメリカ合衆国の冤罪被害者、『父の祈りを』原作者（* 1954年）[111]
- 6月22日 - 飯野毅紀、日本の実業家、元福岡市教育委員会委員長、元NHK福岡放送局長（* 1935年?）[112]
- 6月22日 - 坂東和彦、日本の実業家、TOWA会長（* 1935年）[113]
- 6月22日 - 熊谷富夫、日本の演芸番組ディレクター（* 1936年）[114]
- 6月22日 - 笹本正義、日本の実業家、元秋田ジェーシービーカード社長（* 1936年?）[115]
- 6月22日 - 谷田穎郎、日本の洋画家（* 1936年）[116]
- 6月23日 - フィリップ・クーン、アメリカの兵士（* 1918年?）[117]
- 6月23日 - 高木正三、日本の実業家、元武田薬品工業取締役（* 1929年?）[118]
- 6月23日 - 永井克孝、日本の生化学者、東京大学名誉教授（* 1931年）[119]
- 6月23日 - 塩谷治、日本の実業家、元全国盲ろう者協会事務局長（* 1943年）[120]
- 6月23日 - 宮前ユキ、日本のカントリー歌手（* 1947年?）[121]
- 6月23日 - 小松一郎、日本の外交官、元内閣法制局長官（第65代）（* 1951年）[122]
- 6月24日 - イーライ・ウォラック、アメリカ合衆国の俳優（* 1915年）[123]
- 6月24日 - 小林基、日本の英米文学者、早稲田大学名誉教授（* 1929年）[124]
- 6月24日 - 中山善衛、日本の宗教家、天理教の3代目真柱（* 1932年）[125]
- 6月24日 - 岩槻健、日本の政治家、元兵庫県村岡町長（* 1933年?）[126]
- 6月24日 - デビッド・テイラー (エグゼクティブ)、イギリスの実業家、元欧州サッカー連盟事務局長、UEFAイベンツSA最高経営責任者（* 1954年）[127]
- 6月25日 - 下鶴大輔、日本の火山学者、東京大学名誉教授、元火山噴火予知連絡会会長（* 1924年）[128]
- 6月25日 - 那須翔、日本の実業家、元東京電力社長（* 1924年）[129]
- 6月25日 - アナ・マリア・マトゥテ、スペインの作家（* 1925年）[130]
- 6月25日 - 小川文明、日本のキーボーディスト（* 1960年）[131]
- 6月26日 - 相見志郎、日本の経済学者、同志社大学経済学部名誉教授（* 1918年）[132]
- 6月26日 - ハワード・H・ベーカー・ジュニア、アメリカ合衆国の政治家、元アメリカ合衆国上院議員、元駐日アメリカ合衆国大使（* 1925年）[133]
- 6月27日 - 中川絹子、日本の女優、落語家3代目桂米朝の夫人（* 1926年）[134]
- 6月27日 - レスリー・マニガ、ハイチの政治家、第35代ハイチ大統領（* 1930年）[135]
- 6月27日 - 川島正夫、日本の実業家、元ピー・シー・エー社長（* 1935年）[136]
- 6月27日 - 桑沢清明、日本の生物学者、元岡山理科大学教授（* 1938年）[137]
- 6月27日 - 斎藤晴彦、日本の俳優（* 1940年）[138]
- 6月27日 - ボビー・ウーマック、アメリカ合衆国のシンガーソングライター（* 1944年）[139]
- 6月28日 - メシャック・テイラー、アメリカ合衆国の俳優（* 1947年）[140]
- 6月28日 - 鴨川盛秀、日本の医師、JR東京総合病院院長（* 1948年）[141]
- 6月28日 - 津隈一成、日本の政治家、前宮崎県日之影町長（* 1951年）[142]
- 6月28日 - 戸嶋秀夫、日本のラグビー選手（* 1954年）[143]
- 6月29日 - 谷川久、日本の法学者、成蹊大学名誉教授（* 1929年）[144]
- 6月29日 - ドン・マシスン、アメリカ合衆国の俳優（* 1929年）[145]
- 6月29日 - ポール・ホーン、アメリカ合衆国のジャズ・フルート奏者（* 1930年）[146]
- 6月30日 - ボブ・ヘイスティングス、アメリカ合衆国の俳優（* 1925年）[147]
- 6月30日 - ポール・マザースキー、アメリカ合衆国の映画監督、脚本家、俳優（* 1930年）[148]
- 6月30日 - 今野雄太郎、日本の実業家、元福島トヨタ自動車取締役（* 1930年?）[149]